# Ernst Sigismund von Uechtritz
Ernst Sigismund von Uechtritz (geb. um 1725; gest. 1775) war ein preußischer Landschaftsdirektor, Justiz- und Landrat.

## Leben

Stammwappen derer von Uechtritz

Ernst Sigismund von Uechtritz war Angehöriger des meißnischen Uradelsgeschlechts von Uechtritz. Er war der Sohn des Ernst Heinrich von Uechtritz (1692–1750), Erbherr auf Dahme, Fronze und Krummlinde und dessen Ehefrau Eleonore Margarethe, geb. von Unruh auf Krummlinde (1701–1766). Im April 1747 immatrikulierte er sich gemeinsam mit seinem Bruder Heinrich Siegfried Gottlob (1728–1804) an der Universität Halle für ein Studium der Rechtswissenschaften. Ab 1762 war er zunächst übergangsweise als Justizrat in den Kreisen Wohlau und Steinau tätig. Nach seiner Ernennung zum wirklichen Justizrat im Jahr 1763 war er zugleich in der Funktion als Kreisdeputierter tätig. Mittels Ordre vom 16. November 1766 wurde er durch den preußischen König Friedrich II. zum neuen Landrat des Kreises Wohlau ernannt. 1773 gab er seine Ämter als Landschaftsdirektor im Fürstentum Wohlau und als Landrat auf. Sein Nachfolger als Landrat im Kreis Wohlau wurde 1775 Hans Heinrich von Unruh.